# Halicyclops brevispinosus
Halicyclops brevispinosus är en kräftdjursart som beskrevs av Herbst 1952. Halicyclops brevispinosus ingår i släktet Halicyclops och familjen Cyclopidae. Inga underarter finns listade i Catalogue of Life.